# 舊愛靈靈妻
《舊愛靈靈妻》（英語：Blithe Spirit），是一部2020年的英國喜劇電影，由愛德華·豪爾執導，丹·史蒂文斯、萊絲莉·曼恩、艾拉·費雪、茱蒂·丹契、艾米麗雅·福克斯、朱立安·萊恩－圖特、阿迪爾·雷、米雪兒·杜崔斯和艾咪-費歐‧愛德華茲聯合主演。這部電影是根據1941年諾爾·寇威爾的同名戲劇《歡樂的精靈》改編的，由尼克·穆克羅夫特、梅格·倫納德和皮爾斯·阿什沃斯（Piers Ashworth）改編至電影。
《舊愛靈靈妻》在2020年在磨坊谷電影節全球首映，並於2021年1月15日在英國上映。這部電影受到了評論家普遍的負面評價。

## 劇情概要
犯罪小說家查爾斯（Charles Condomine），為了劇本寫作陷入瓶頸，眼看交稿日就快到了，卻連半個字也寫不出來，他的太太露絲（Ruth Condomine）跟著他一起苦惱。某一天晚上夫妻倆去欣賞靈媒阿卡蒂夫人（Madame Arcati）的表演後，查爾斯請阿卡蒂夫人到府上舉辦招魂儀式藉此蒐集寫作靈感。儀式結束後，未料到竟召來查爾斯第一任妻子艾薇拉（Elvera Condomine）的亡魂，艾薇拉回來後不開心自己元配的位置被取代，為了奪回賢妻地位她努力搞鬼並協助查爾斯寫作，與現任妻子露絲爭風吃醋，鬧得全家雞犬不寧。艾薇拉引誘老公之餘，還想把他拖入陰間，露絲迫不得已，只好再度找上阿卡蒂夫人，卻引發更大的威脅。

## 演員
| 演員                                   | 角色                         | 備註                                                               |
| -------------------------------------- | ---------------------------- | ------------------------------------------------------------------ |
| 丹·史蒂文斯 Dan Stevens                | 查爾斯 Charles Condomine     | 文思枯竭的犯罪小說家。                                             |
| 萊絲莉·曼恩 Leslie Mann                | 艾薇拉 Elvera Condomine      | 查爾斯已經去世的控制狂亡妻。                                       |
| 艾拉·費雪 Isla Fisher                  | 露絲 Ruth Condomine          | 查爾斯的第二任妻子，迷人嬌俏、愛慕虛榮、協助無才華老公進軍好萊塢。 |
| 茱蒂·丹契 Judi Dench                   | 阿卡蒂夫人 Madam Arcati      | 查爾斯請的靈媒。                                                   |
| 艾米麗雅·福克斯 Emilia Fox             | Violet Bradman               |                                                                    |
| 朱立安·萊恩－圖特 Julian Rhind-Tutt    | Dr. George Bradman           |                                                                    |
| 阿迪爾·雷 Adil Ray                     | Mandeep Singh                |                                                                    |
| 米雪兒·杜崔斯 Michele Dotrice          | Mandeep Edna                 |                                                                    |
| 艾咪-費歐‧愛德華茲 Aimee-Ffion Edwards | Mandeep Edith                |                                                                    |
| 戴夫·約翰斯 Dave Johns                 | Harold                       |                                                                    |
| 賽門・凱滋 Simon Kunz                  | Henry Mackintosh             | 露絲的爸爸，一名片場製作。                                         |
| 彼得·A·羅傑斯 Peter A. Rogers          | 希區柯克 Alfred Hitchcock    |                                                                    |
| 克林·史汀頓 Colin Sinton               | 西席·地密爾 Cecil B. DeMille |                                                                    |
| 斯特拉·史托克 Stella Stocker           | 葛麗泰·嘉寶 Greta Garbo      |                                                                    |
| 賈梅斯·希格羅夫 Jaymes Sygrove         | 克拉克·蓋博 Clark Gable      |                                                                    |
| 喬治娜·里奇 Georgina Rich              | 赫達·霍珀 Hedda Hopper       |                                                                    |

## 製作
2019年5月，宣布丹·史蒂文斯、艾拉·費雪和茱蒂·丹契加入了這部電影的演員陣容，愛德華·豪爾執導了皮爾斯·阿什沃斯、梅格·倫納德和尼克·穆克羅夫特的劇本。2019年6月，萊絲莉·曼恩、朱立安·萊恩－圖特、艾米麗雅·福克斯、戴夫·約翰斯和詹姆士・佛利特加入了電影的演員陣容。
主要拍攝於2019年6月在雪梨附近開始。

## 發行
這部電影於2020年10月8日在磨坊谷電影節上首映，並於在聖地牙哥國際電影節上放映。《舊愛靈靈妻》原定於2020年5月1日在英國上映，但由於COVID-19而延遲到2020年9月4日，然後再進一步延遲到2020年12月25日。2020年11月，Sky獲得了該片在英國的發行權，並於2021年1月15日在天空影院首映。IFC電影公司在美國發行了該片。

### 家庭媒體
《舊愛靈靈妻》於2021年4月26日由環球影業家庭娛樂公司旗下的華納家庭錄影公司以DVD和藍光光碟形式發行，其中包括來自演員的採訪。這部電影以《My Better Halves》的形式在北歐發行。

## 評價

### 票房
在美國的首映週末，這部電影在239家影院獲得了98,100美元的票房。它也是Apple TV獨立電影排行榜上出租次數最多的影片，排名第九。

### 評價
評論聚合器爛番茄報告基於77條評論的支持率為29%，平均評分為4.7/10。該網站的評論家一致認為：“對經典源材料的冷漠改編，《歡樂的精靈》讓星光熠熠的演員在動作中沒有捕捉到故事的怪誕火花。”根據Metacritic對16位影評人的抽樣調查併計算出26分（滿分100分）的加權平均分，這部電影收到了“普遍不利的評論”。

## 另可參閱
- 《Blithe Spirit (1945 film)（英语：Blithe Spirit (1945 film)）》

## 外部連結
- 互联网电影数据库（IMDb）上《舊愛靈靈妻》的资料（英文）
- AllMovie上《舊愛靈靈妻》的资料（英文）